# Dragoș Neagu
Dragoș Neagu (Bucarest, 28 de febrero de 1967) es un deportista rumano que compitió en remo.
Participó en dos Juegos Olímpicos de Verano, en los años 1988 y 1992, obteniendo una medalla de plata en Seúl 1988, en la prueba de dos sin timonel.
Ganó cuatro medallas en el Campeonato Mundial de Remo entre los años 1987 y 1994.

## Palmarés internacional
| Juegos Olímpicos   | Juegos Olímpicos              | Juegos Olímpicos  | Juegos Olímpicos   |
| Año                | Lugar                         | Medalla           | Prueba             |
| ------------------ | ----------------------------- | ----------------- | ------------------ |
| 1988               | Seúl (Corea del Sur)          | Medalla de plata  | Dos sin timonel    |
| Campeonato Mundial |                               |                   |                    |
| Año                | Lugar                         | Medalla           | Prueba             |
| 1987               | Copenhague (Dinamarca)        | Medalla de plata  | Dos sin timonel    |
| 1989               | Bled (Yugoslavia)             | Medalla de plata  | Dos con timonel    |
| 1991               | Viena (Austria)               | Medalla de plata  | Cuatro con timonel |
| 1994               | Indianápolis (Estados Unidos) | Medalla de bronce | Ocho con timonel   |